# China-EU School of Law
La China-EU School of Law ( abbreviata anche in CESL)  è un progetto comune del governo cinese e dell'Unione europea, sostenuto da un consorzio composto da 13 università e istituti europei e 4 cinesi. Ha la propria sede presso la China University of Political Science and Law (CUPL) di Pechino. L'Italia partecipa al progetto con l'Università di Bologna. Il compito della China-EU School of Law è quello di assistere il governo cinese nella creazione di una società basata sullo stato di diritto.
La School of Law offre agli studenti internazionali un Master of European and International Law (MEIL) in lingua inglese e un semestre di insegnamento del diritto cinese in lingua straniera ("Chinese Law taught in English" - CLTE), sempre in inglese. Inoltre la scuola prevede anche un programma di aggiornamento per magistrati, pubblici ministeri e avvocati cinesi, così come un programma di ricerca sino-europeo.